# Elmley
Elmley var en civil parish fram till 1968 när blev den en del av Queenborough in Sheppey, i grevskapet Kent, i England. Civil parish var belägen 5 km från Sittingbourne och hade 8 invånare år 1961.